# Боян Икономов
Боян Георгиев Икономов е български композитор и автор на филмова музика.

## Биография
Боян Икономов е роден на 14 декември 1900 г. в град Никопол. Взема първите си уроци по музика при видния цигулар Тодор Тоечанов. През 1926 г. завършва Свободния университет в София (днес УНСС), докато следва, работи като банков чиновник в столицата. Със спестените пари заминава за Париж, където през 1931 г. завършва Висшето музикално училище като ученик по композиция и диригентство на Венсан д'Енди. През 1934 г. специализира диригентство при Феликс Вайнгартнер в Швейцария.
Написва музиката за филми като Тайната вечеря на Седмаците, Снаха, Последният войвода и Ивайло.